# Rakaia dorothea
Espèce
Synonymes
- Purcellia dorothea Phillipps & Grimmett, 1932

Rakaia dorothea est une espèce d'opilions cyphophthalmes de la famille des Pettalidae.

## Distribution
Cette espèce est endémique de la région de Wellington en Nouvelle-Zélande.

## Description
La femelle syntype mesure 3 mm.
Le mâle décrit par Forster en 1948 mesure 2,05 mm et la femelle 2,15 mm.

## Systématique et taxinomie
Cette espèce a été décrite sous le protonyme Purcellia dorothea par Phillipps et Grimmett en 1932. Elle est placée dans le genre Rakaia par Forster en 1948.

## Publication originale
- Phillipps & Grimmett, 1932 : « Some new Opiliones from New Zealand. » Proceedings of the Zoological Society of London, vol. 102, p. 731–740.